# Султан Хусрау-мирза
Шахзаде Султан Хусрау Мирза (16 августа 1587 — 26 января 1622) — могольский принц из династии Бабуридов, старший сын могольского императора Джахангира.

## Ранняя жизнь
Принц Хусрау родился в Лахоре 16 августа 1587 года. Он был старшим сыном принца Салима (1569—1627), будущего могольского императора Джахангира (1605—1627). Его матерью была Манхавати Бай (ок. 1570—1604), дочь раджи Джайпура и главы раджпутского клана Качваха Амира аль-Умара Даса (1527—1589). После рождения сына Манхавати Бай получила титу Шах-Бегум Сахиба. Мать Хусрау-мирзы покончила с собой 16 мая 1604 года, употребляя опиум.

## Семья
Первой и главной супругой принца Хусрау стала дочь крупного могольского сановника Мирзы Азиза Коки (1542—1624), известного как Хан Азам. Он был сыном Джиджи Анга, кормилицы могольского императора Акбара. У супругов было два сына, принц Давар Бахш (ок. 1607—1628) и принц Буланд Ахтар Мирза (род. 11 марта 1609 года и умер в младенчестве).
Второй женой Хусрау была дочь Джани-бека Тархана из Татты и сестра Мирзы Гази-бека. Этот брак устроил дед Хусрау, император Акбар.
Третьей женой принца стала дочь Мукима, сына Михтара Фазиля Рикабдара. Она была матерью принца Гаршаспа Мирзы, родившегося 8 апреля 1616 года.
У Хусрау была дочь Хошманд Бану Бегум, родившаяся примерно в 1605 году и вышедшая замуж за принца Хушанга Мирзу (1604—1628), сына принца Даниала Мирзы и внука падишаха Акбара.

## Восстание и последствия

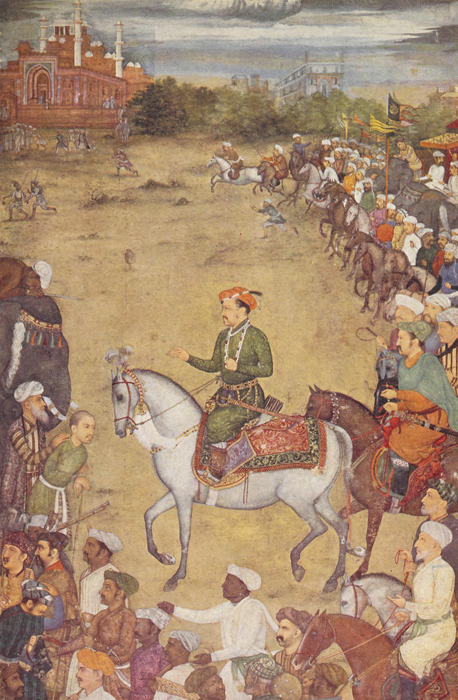
Хусрау-мирза взят в плен и представлен своему отцу Джахангиру.

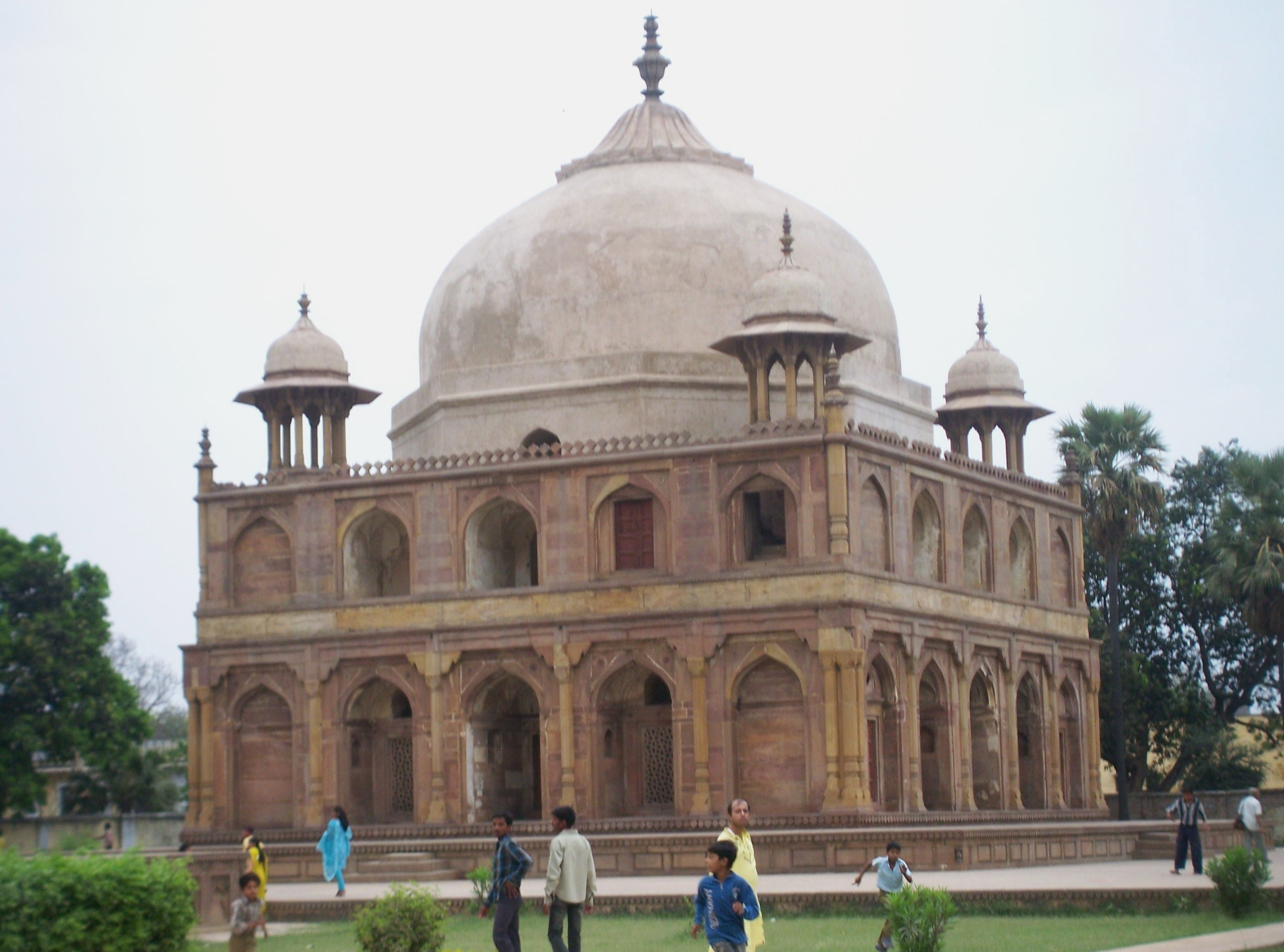
Мавзолей Хусрау-мирзы в Аллахабаде

27 октября 1605 года скончался император Великих Моголов Акбар. Он был глубоко разочарован своим наследником, принцем Джахангиром, отцом Хусрау-мирзы. 6 апреля 1606 года принц Хусрау покинул Агру с отрядом из 350 всадников под предлогом посещения гробницы Акбара в соседнем Сикандре. В Матхуре к нему присоединился Хусейн-бег с отрядом в 3000 всадников. В Панипате к нему примкнул Лахор Абдул-Рахим, провинциальный деван (администратор) Лахора. Когда Хусрау достиг Таран-Тарана возле Амритсара, он получил благословение гуру Арджана Дэва.
Хусрау-мирза осадил Лахор, который защищал Дилавар-хан. Могольский император Джахангир вскоре достиг Лахора с большой армией. В битве при Бхайровале Хусрау был разгромлен. Он и его последователи попытались бежать в сторону Кабула, но были захвачены армией Джахангира во время переправы через реку Ченаб.
Хусрау-мирза был доставлен в Дели, где ему было назначено наказание. Он величественно восседал на слоне и шествовал по улице Чандни Чоук. Во то время по обеим сторонам узкой улицы находились многие дворяне и сановники, которые его поддержали. Они стояли на острие кола на приподнятых платформах. Когда слон принца приближался к каждой из платформ, несчастного насаживали на кол через живот, а Хусрау-мирза был вынужден наблюдать за этим ужасным зрелищем и слушать крики и мольбы тех, кто его поддержал. Это повторялось много раз по всей длине Чандни Чоук.
В 1607 году Хусрау был ослеплен по приказу Джахангира и заключен в тюрьму в Агре. Однако он полностью не лишился зрения. В 1616 году принца передали под присмотр Асаф-хану, брату Нур-Джахан. В 1620 году Хусрау-мирза был передан своему младшему брату Хурраму-мирзе (позднее известному как император Шах-Джахан). В январе 1622 года Хусрау был убит по приказу принца Хуррама, также поднявшего восстание против своего отца Джахангира.

## Потомство
После смерти могольского императора Джахангира в 1627 году, сын Хусрау, принц Давар Бахш, был ненадолго провозглашен новым падишахом Империи Великих Моголов Асаф-ханом, чтобы обеспечить императорский трон для Шах-Джахана.
30 декабря 1627 года Шах-Джахан был провозглашен императором Великих Моголов в Лахоре. 23 января 1628 года номинальный император Давар Бахш, его младший брат, Гаршасп-мирза, их дядя Шахрияр-мирза, а также Тахмурас-мирза и Хушанг-мирза, сыновья умершего принца Даниала-Мирзы, были убиты Асаф-ханом, который действовал по приказу нового императора Шах-Джахана.